# Cosplay
Cosplay (jap. コスプレ  kosupure) – artystyczne hobby, w ramach którego osoby nazywane cosplayerami tworzą przebrania i wcielają się w postać fikcyjną. Termin ‘cosplay’ powstał w Japonii w 1984 roku, ale za początki tego hobby uważa się konwent 1st World Science Fiction Convention, który miał miejsce w Nowym Jorku w 1939 roku.

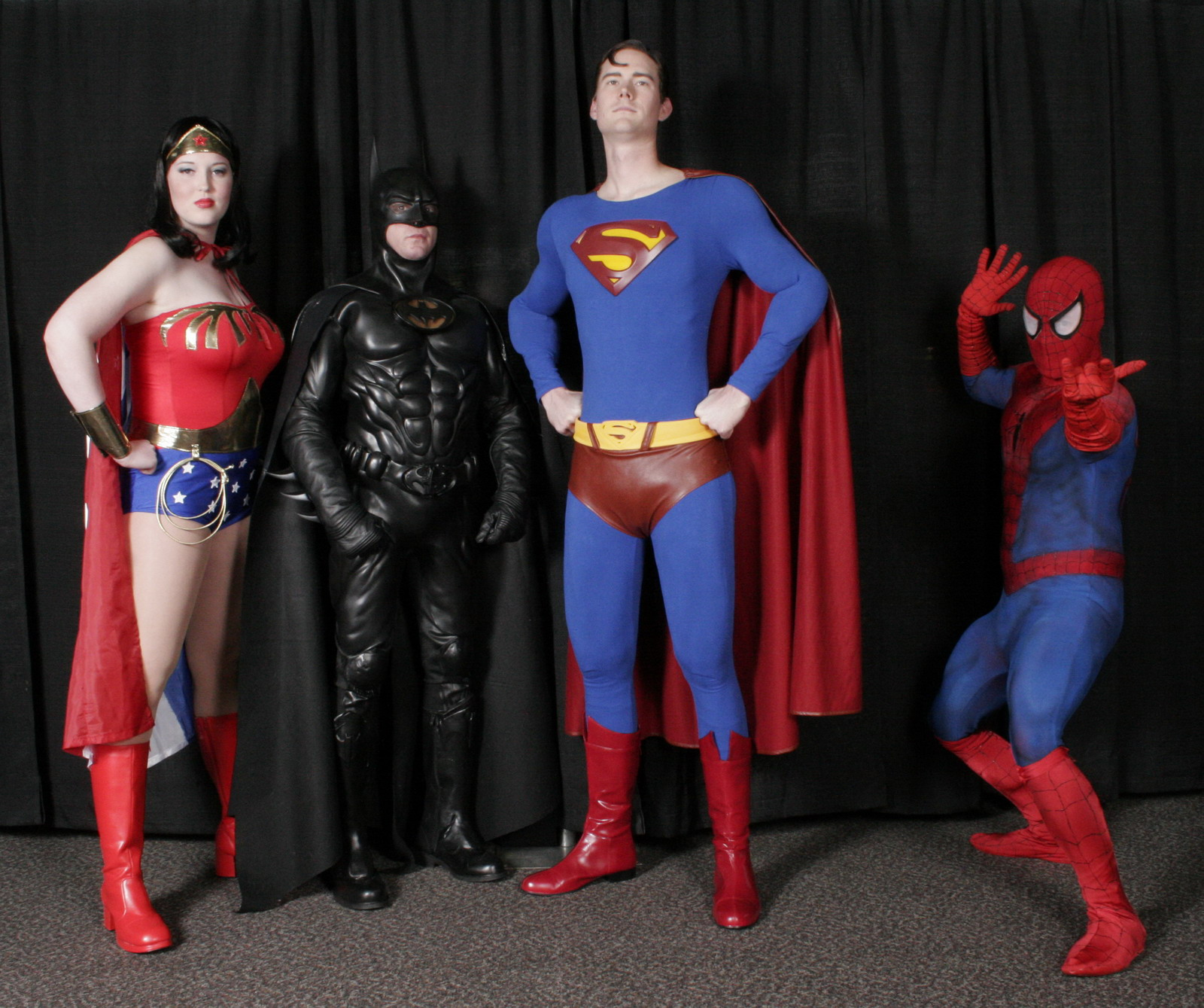
Cosplayerzy

Cosplay często nazywany jest hobby, a samo cosplayowanie odnosić się może do każdej sytuacji, w której ważną rolę odgrywa jakiś strój i zmiana charakteru, a miejscem występu nie zawsze jest scena, np. gry fabularne (inaczej zwane RPG). Cosplayerzy inspiracje czerpią z wielu źródeł, przy czym najpopularniejszymi z nich są komiksy (w tym manga), anime, seriale telewizyjne, filmy aktorskie i animowane, książki oraz gry wideo.
Cosplay jako hobby bardzo mocno rozwija się również obecnie. W latach 90. zyskał miano fenomenu w wielu częściach Azji, szczególnie w Japonii i po dziś dzień to właśnie z tą częścią świata jest najbardziej kojarzony.
Cosplayerów najczęściej można spotkać na zlotach fanów fantastyki oraz kultury azjatyckiej, na których organizowane są specjalne konkursy, w ramach których wybiera się najlepszy kostium i występ sceniczny. Czasami organizowane są wydarzenia dedykowane właśnie cosplayerom, a konkursów o charakterze międzynarodowym wciąż przybywa. Istnieją również specjalne strony internetowe i aplikacje skierowane konkretnie do pasjonatów cosplayu.

## Etymologia
Termin ‘cosplay’ to kombinacja słów ‘costume’ (kostium, strój) oraz ‘play’ (odgrywanie roli). Nazwę tę wymyślił Noboyuki Takahashi pracujący w Studio Hard, który w 1984 roku uczestniczył w konwencie 1984 World Science Fiction Convention (Worldcon) w Los Angeles i zafascynował się osobami, które wcielały się w ukochanych bohaterów swoim strojem i zachowaniem. Swoje wrażenia opisał w magazynie „My Anime”. Chcąc uniknąć terminu ‘Maskarada’, który nie pasował do tego, co chciał zawrzeć w swoim opisie, stworzył nowe słowo, właśnie ‘cosplay’.

## Kostiumy i gra aktorska
Stroje, które tworzą cosplayerzy, mają bardzo zróżnicowaną tematykę, mogą powstawać z wielu materiałów i różnić się od siebie poziomem trudności wykonania. Przyjmuje się jednak, że stroje kojarzone z Halloween czy Mardi Gras nie są częścią cosplayu, ponieważ nie odnoszą się do odtworzenia stroju i usposobienia danej postaci, a skupiają na kulturze oraz symbolice danego święta.
Poza tworzeniem strojów, często bardzo szczegółowych, cosplayerzy starają się wcielić w postać, której strój szykują poprzez imitowanie jej manier czy języka ciała, szczególnych póz lub mówieniem o sobie jak o postaci.
Postaci, w które się wcielają cosplayerzy, mogą pochodzić z wielu źródeł, w tym komiksów, anime, seriali telewizyjnych, filmów aktorskich i animowanych oraz gier wideo. Równie często zdarzają się stroje inspirowane kreacjami z musicali, a nawet zespołami muzycznymi. Niektórzy cosplayerzy decydują się tworzenie własnych kreacji, na podstawie ilustracji lub opisów, które sami stworzyli. Inspiracje mogą mieć wiele źródeł, a nawet fuzją kilku gatunków, np. Wonder Woman w stroju kojarzonym ze Steampunkiem. Nie istnieją również bariery etniczne ani płciowe. W cosplayu każdy może być, kim chce.
Cosplayerzy najczęściej tworzą stroje w oparciu o grafikę lub zdjęcie referencyjne zwane potocznie ‘refką’. Każdy kostium to godziny pracy i poświęcenia, by strój był jak bardziej zbliżony do tego, co widać na obrazku. Poza zdobywaniem nowych umiejętności, hobby to uczy praktycznych rozwiązań, a także pracy z często nietypowymi materiałami. Zdarza się, że cosplayerzy kształcą się w dziedzinach, które pomagają im w rozwoju. Nawet w Polsce można spotkać wielu cosplayerów kształcących się na takich kierunkach jak krawiectwo, projektowanie ubioru czy wizaż. By w pełni wcielić się w postać, często o odmiennym kolorze włosów lub oczu, cosplayerzy zakładają peruki oraz szkła kontaktowe. Niezwykle ważna jest również charakteryzacja oraz makijaż.
Zdarza się, że postać posiada broń lub różdżkę, takie elementy również wykonują cosplayerzy. W Polsce najpopularniejszymi materiałami używanymi do tego typu prac są drewno, styrodur, termoplastyki, a ostatnio również druk 3D.

## Konkursy i ocena strojów

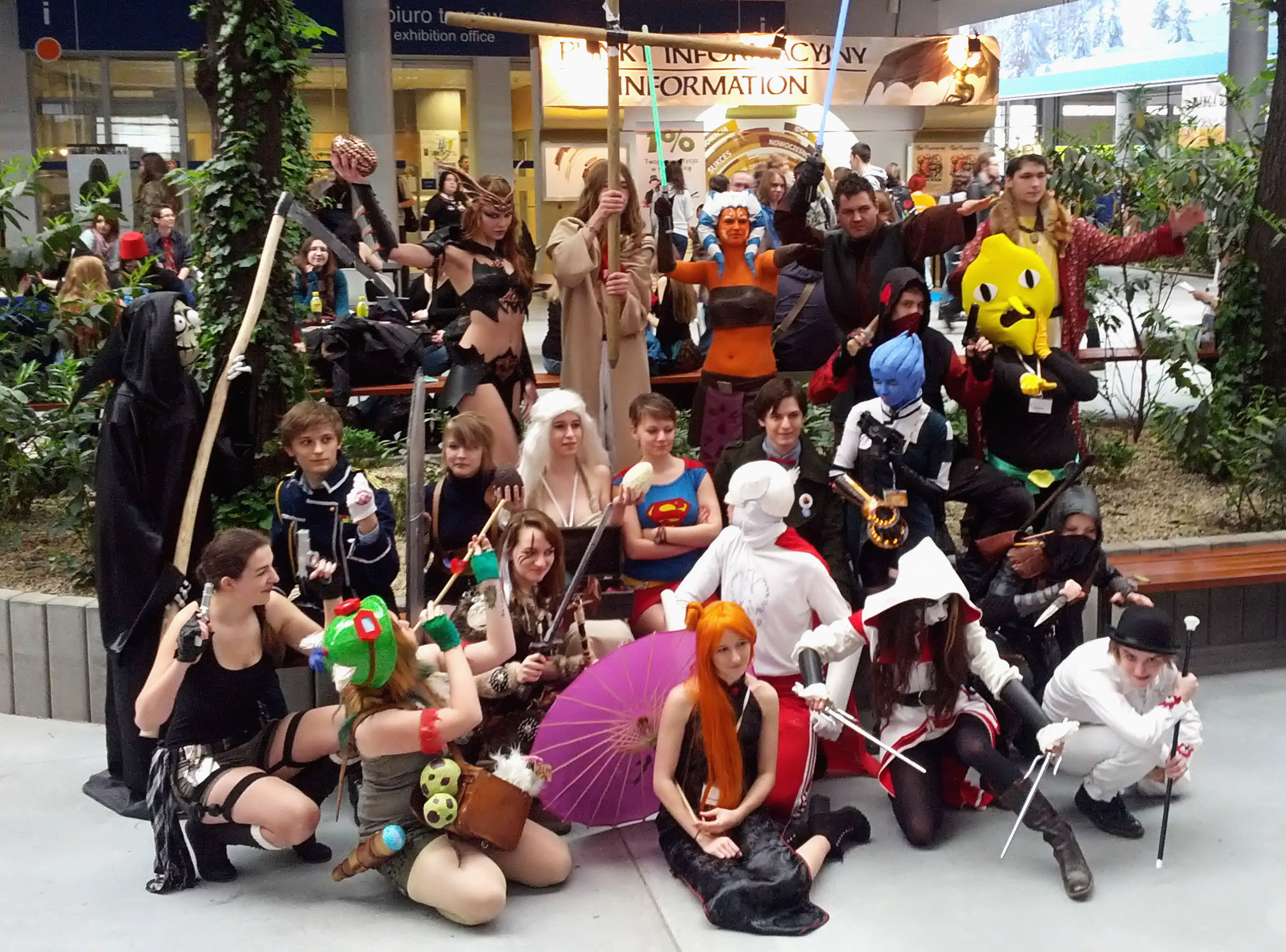
Grupa cosplayerów na festiwalu fantastyki Pyrkon w 2014 roku.

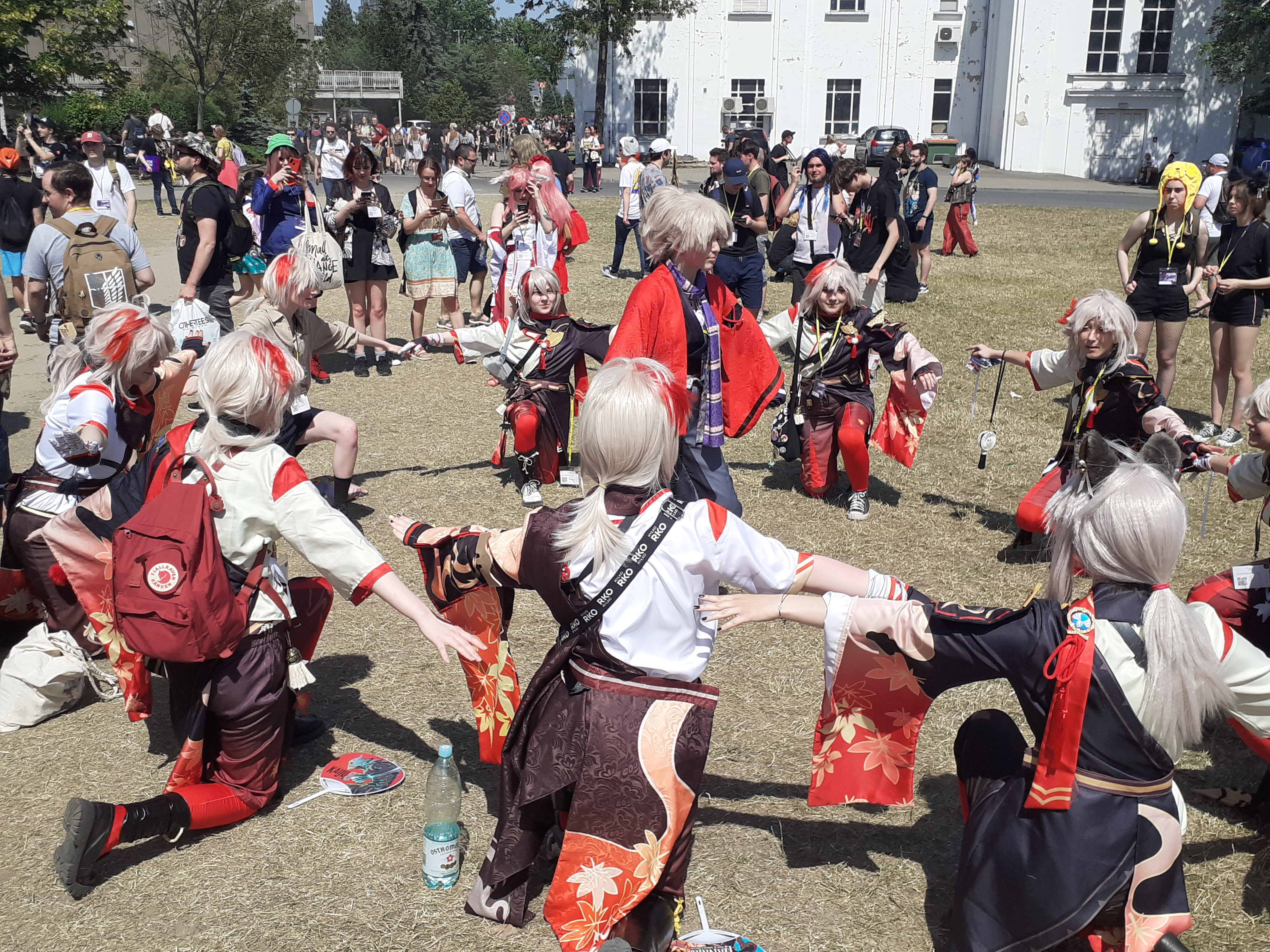
Cosplayerzy z Pyrkonu 2022.

Konkursy na najlepszy strój oraz prezentacje odbywają się na praktycznie każdym konwencie związanym z grami wideo, kulturą azjatycką oraz fantastyką. Często są najważniejszym punktem programu, który gromadzi pod sceną tłumy. Kilka lat temu nagrodami były głównie punkty, które można było wymienić w konwentowym sklepie z gadżetami, obecnie najpopularniejsze są statuetki i medale, zdarzają się również nagrody pieniężne.
Największym konkursem w Polsce jest ‘Maskarada’, która odbywa się w ramach festiwalu fantastyki Pyrkon w Poznaniu. W każdej z kategorii konkursowych można wygrać nagrodę pieniężną, a od 2019 roku zdobywca nagrody Grand Prix zyskuje również prawo do reprezentowania Polski na konkursie międzynarodowym. ‘Maskarada’ od kilku lat odbywa się na Sali Ziemi, a transmisja z konkursu jest udostępniana na telebimach rozmieszczonych na terenie festiwalu. Za organizację konkursu odpowiada Zofia „Zula” Skowrońska.
Jury oceniające stroje składa się najczęściej z cosplayerów docenionych na konkursach międzynarodowych lub odbywających się w Polsce, a także osób znanych ze swoich strojów lub prezentacji. Często do jury zaprasza się również fotografów związanych z fandomem cosplayowym lub osoby, których wiedza może posłużyć w uczciwej i rzetelnej ocenie, np. rzemieślników.
Ocenie podlega zgodność stroju z grafiką referencyjną, różnorodność technik, poprawne wykonanie, a także zachowanie sceniczne, pomysł na zaprezentowanie się na scenie i odgrywanie postaci. Najpopularniejszymi kategoriami konkursowymi są najlepszy strój, najlepsza prezentacja i najlepsza prezentacja grupowa. Na części konkursów pojawiają się również takie kategorie jak największe podobieństwo do postaci, najlepszy strój postaci własnej, najlepsza charakteryzacja/makijaż czy najlepsza peruka.
W Polsce istnieje pełny zakaz startowania w konkursie na najlepszy strój ze strojem kupionym, nie wykonanym samodzielnie.

## Konkursy międzynarodowe
Od 2010 roku w Polsce organizowane są eliminacje do konkursów międzynarodowych. Za większość z nich odpowiedzialna jest organizacja MIOHI, która takie konkursy przeprowadza na swoich konwentach. Na chwilę obecną konwentami tymi są Magnificon w Krakowie oraz Japanicon w Poznaniu. MIOHI organizuje eliminacje do konkursów: EuroCosplay (EC) z finałami w Londynie, European Cosplay Gathering (ECG) z finałami w Paryżu, Clara Cow’s Cosplay Cup (CCCC) z finałami w Rotterdamie, International Cosplay League (ICL) z finałami w Madrycie i Cosplay World Masters (CWM) z finałami w Lizbonie. W roku 2017 odbyły się eliminacje do konkursu China International Cartoon & Animation Festival (CICAF) z finałami w Chinach. Za eliminacje odpowiedzialny był zespół pracujący przy konkursie, który odbył się w ramach Warsaw Comic Con. W 2019 roku po raz pierwszy zostały przeprowadzone eliminacje do konkursu International Cosplay Champions Cup z finałami w Bratysławie, odbyły się one w ramach konkursu Maskarada na festiwalu fantastyki Pyrkon. Pozostałe konkursy o charakterze międzynarodowym nie miały eliminacji w Polsce, kandydaci mogli samodzielnie zgłosić się do udziału, jeżeli zezwalał na to jego wewnętrzny regulamin.